# 1re étape du Tour d'Italie 2002
 (mars 2025).
Si vous disposez d'ouvrages ou d'articles de référence ou si vous connaissez des sites web de qualité traitant du thème abordé ici, merci de compléter l'article en donnant les références utiles à sa vérifiabilité et en les liant à la section « Notes et références ».
Pour un article plus général, voir Tour d'Italie 2002.
La 1re étape du Tour d'Italie 2002 a eu lieu le 12 mai 2002 entre la ville de Groningue aux Pays-Bas et celle de Münster en Allemagne sur une distance de 218 km. Elle a été remportée par l'Italien Mario Cipollini (Acqua & Sapone-Cantina Tollo) qui devance au sprint les Australiens Graeme Brown (Ceramica Panaria-Fiordo) et Robbie McEwen (Lotto-Adecco). Cipollini s'empare du maillot rose de leader du classement général au détriment de Juan Carlos Domínguez (Phonak Hearing Systems) à l'issue de l'étape.

## Classement de l'étape
Classement de l'étape
| \| Classement de l'étape \| Classement de l'étape \| Classement de l'étape \| Classement de l'étape \| Classement de l'étape \| \| Coureur \| Coureur \| Pays \| Équipe \| Temps \| \| --------------------- \| --------------------- \| --------------------- \| ---------------------------- \| --------------------- \| \| 1er \| Mario Cipollini \| Italie \| Acqua & Sapone-Cantina Tollo \| 5 h 42 min 14 s \| \| 2e \| Graeme Brown \| Australie \| Ceramica Panaria-Fiordo \| + 0 s \| \| 3e \| Robbie McEwen \| Australie \| Lotto-Adecco \| + 0 s \| \| 4e \| Danilo Hondo \| Allemagne \| Telekom \| + 0 s \| \| 5e \| Sven Teutenberg \| Allemagne \| Phonak Hearing Systems \| + 0 s \| \| 6e \| Robert Hunter \| Afrique du Sud \| Mapei-Quick Step \| + 0 s \| \| 7e \| Miguel Ángel Meza \| Mexique \| Colpack-Astro \| + 0 s \| \| 8e \| Mikhaylo Khalilov \| Ukraine \| Colombia-Selle Italia \| + 0 s \| \| 9e \| Steven de Jongh \| Pays-Bas \| Rabobank \| + 0 s \| \| 10e \| Matteo Carrara \| Italie \| Colpack-Astro \| + 0 s \| |                   |                |                              |                 |
| |                   |                |                              |                 |
| |                   |                |                              |                 |
| Classement de l'étape |                   |                |                              |                 |
| Coureur | Coureur           | Pays           | Équipe                       | Temps           |
| 1er | Mario Cipollini   | Italie         | Acqua & Sapone-Cantina Tollo | 5 h 42 min 14 s |
| 2e | Graeme Brown      | Australie      | Ceramica Panaria-Fiordo      | + 0 s           |
| 3e | Robbie McEwen     | Australie      | Lotto-Adecco                 | + 0 s           |
| 4e | Danilo Hondo      | Allemagne      | Telekom                      | + 0 s           |
| 5e | Sven Teutenberg   | Allemagne      | Phonak Hearing Systems       | + 0 s           |
| 6e | Robert Hunter     | Afrique du Sud | Mapei-Quick Step             | + 0 s           |
| 7e | Miguel Ángel Meza | Mexique        | Colpack-Astro                | + 0 s           |
| 8e | Mikhaylo Khalilov | Ukraine        | Colombia-Selle Italia        | + 0 s           |
| 9e | Steven de Jongh   | Pays-Bas       | Rabobank                     | + 0 s           |
| 10e | Matteo Carrara    | Italie         | Colpack-Astro                | + 0 s           |

## Classement général
Une chute à 1.5 kilomètre de l'arrivée ayant scindé le peloton en plusieurs parties, le classement général de l'épreuve subit de nombreux changements. L'Espagnol Juan Carlos Domínguez (Phonak Hearing Systems) perd du temps et son maillot rose de leader au profit du vainqueur de l'étape, l'Italien Mario Cipollini (Acqua & Sapone-Cantina Tollo). Ce dernier devance maintenant l'Autrichien Matthias Buxhofer (Phonak) de 11 secondes et le Danois Frank Høj (Team Coast) de 12 secondes.
| \| Classement général \| Classement général \| Classement général \| Classement général \| Classement général \| \| Coureur \| Coureur \| Pays \| Équipe \| Temps \| \| ------------------ \| ------------------- \| ------------------ \| ---------------------------- \| ------------------ \| \| 1er \| Mario Cipollini \| Italie \| Acqua & Sapone-Cantina Tollo \| 5 h 45 min 23 s \| \| 2e \| Matthias Buxhofer \| Autriche \| Phonak Hearing Systems \| + 11 s \| \| 3e \| Frank Høj \| Danemark \| Team Coast \| + 12 s \| \| 4e \| Robbie McEwen \| Australie \| Lotto-Adecco \| + 13 s \| \| 5e \| Paolo Bettini \| Italie \| Mapei-Quick Step \| + 20 s \| \| 6e \| Massimo Strazzer \| Italie \| Phonak Hearing Systems \| + 20 s \| \| 7e \| Robert Hunter \| Afrique du Sud \| Mapei-Quick Step \| + 21 s \| \| 8e \| Alessandro Petacchi \| Italie \| Fassa Bortolo \| + 21 s \| \| 9e \| Stefano Garzelli \| Italie \| Mapei-Quick Step \| + 22 s \| \| 10e \| Sven Teutenberg \| Allemagne \| Phonak Hearing Systems \| + 23 s \| |                     |                |                              |                 |
| |                     |                |                              |                 |
| |                     |                |                              |                 |
| Classement général |                     |                |                              |                 |
| Coureur | Coureur             | Pays           | Équipe                       | Temps           |
| 1er | Mario Cipollini     | Italie         | Acqua & Sapone-Cantina Tollo | 5 h 45 min 23 s |
| 2e | Matthias Buxhofer   | Autriche       | Phonak Hearing Systems       | + 11 s          |
| 3e | Frank Høj           | Danemark       | Team Coast                   | + 12 s          |
| 4e | Robbie McEwen       | Australie      | Lotto-Adecco                 | + 13 s          |
| 5e | Paolo Bettini       | Italie         | Mapei-Quick Step             | + 20 s          |
| 6e | Massimo Strazzer    | Italie         | Phonak Hearing Systems       | + 20 s          |
| 7e | Robert Hunter       | Afrique du Sud | Mapei-Quick Step             | + 21 s          |
| 8e | Alessandro Petacchi | Italie         | Fassa Bortolo                | + 21 s          |
| 9e | Stefano Garzelli    | Italie         | Mapei-Quick Step             | + 22 s          |
| 10e | Sven Teutenberg     | Allemagne      | Phonak Hearing Systems       | + 23 s          |

## Classements annexes
| Classement par points | Classement par points | Classement par points | Classement par points        | Classement par points |
| Coureur               | Coureur               | Pays                  | Équipe                       | Points                |
| --------------------- | --------------------- | --------------------- | ---------------------------- | --------------------- |
| 1er                   | Mario Cipollini       | Italie                | Acqua & Sapone-Cantina Tollo | 33 pts                |
| 2e                    | Graeme Brown          | Australie             | Ceramica Panaria-Fiordo      | 20 pts                |
| 3e                    | Robbie McEwen         | Australie             | Lotto-Adecco                 | 16 pts                |
| 4e                    | Danilo Hondo          | Allemagne             | Telekom                      | 14 pts                |
| 5e                    | Sven Teutenberg       | Allemagne             | Phonak Hearing Systems       | 12 pts                |

| Classement par points | Classement par points | Classement par points | Classement par points        | Classement par points |
| Coureur               | Coureur               | Pays                  | Équipe                       | Points                |
| --------------------- | --------------------- | --------------------- | ---------------------------- | --------------------- |
| 1er                   | Mario Cipollini       | Italie                | Acqua & Sapone-Cantina Tollo | 33 pts                |
| 2e                    | Graeme Brown          | Australie             | Ceramica Panaria-Fiordo      | 20 pts                |
| 3e                    | Robbie McEwen         | Australie             | Lotto-Adecco                 | 16 pts                |
| 4e                    | Danilo Hondo          | Allemagne             | Telekom                      | 14 pts                |
| 5e                    | Sven Teutenberg       | Allemagne             | Phonak Hearing Systems       | 12 pts                |

| Classement Intergiro | Classement Intergiro | Classement Intergiro | Classement Intergiro         | Classement Intergiro |
|                      | Coureur              | Pays                 | Équipe                       | Temps                |
| -------------------- | -------------------- | -------------------- | ---------------------------- | -------------------- |
| 1er                  | Mario Cipollini      | Italie               | Acqua & Sapone-Cantina Tollo | en 4 h 36 min 42 s   |
| 2e                   | Alessandro Petacchi  | Italie               | Fassa Bortolo                | + 06 s               |
| 3e                   | Giovanni Lombardi    | Italie               | Acqua & Sapone-Cantina Tollo | + 12 s               |
| 4e                   | Bert Grabsch         | Allemagne            | Phonak Hearing Systems       | + 16 s               |
| 5e                   | Frank Høj            | Danemark             | Team Coast                   | + 21 s               |
| modifier             |                      |                      |                              |                      |

| Classement par équipes | Classement par équipes | Classement par équipes | Classement par équipes |
| Équipe                 | Équipe                 | Pays                   | Temps                  |
| ---------------------- | ---------------------- | ---------------------- | ---------------------- |
| 1re                    | Phonak Hearing Systems | Suisse                 | 16 h 51 min 42 s       |
| 2e                     | Mapei-Quick Step       | Belgique               | + 0 s                  |
| 3e                     | Team Coast             | Allemagne              | + 0 s                  |
| 4e                     | Acqua & Sapone         | Italie                 | + 11 s                 |
| 5e                     | Colpack-Astro          | Italie                 | + 25 s                 |

| Classement par équipes | Classement par équipes | Classement par équipes | Classement par équipes |
| Équipe                 | Équipe                 | Pays                   | Temps                  |
| ---------------------- | ---------------------- | ---------------------- | ---------------------- |
| 1re                    | Phonak Hearing Systems | Suisse                 | 16 h 51 min 42 s       |
| 2e                     | Mapei-Quick Step       | Belgique               | + 0 s                  |
| 3e                     | Team Coast             | Allemagne              | + 0 s                  |
| 4e                     | Acqua & Sapone         | Italie                 | + 11 s                 |
| 5e                     | Colpack-Astro          | Italie                 | + 25 s                 |